# 濟萊爾區

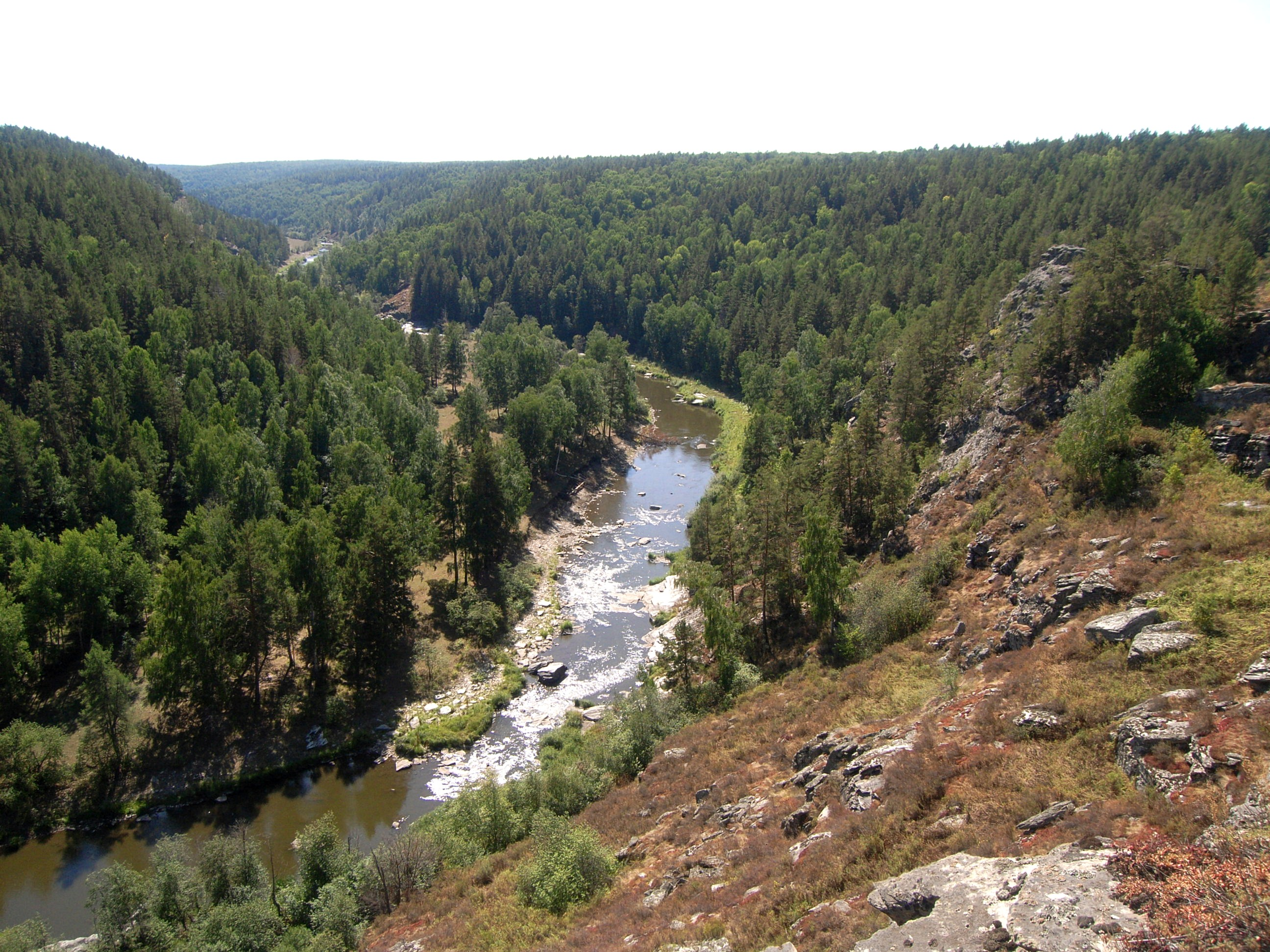

52°14′N 57°26′E / 52.233°N 57.433°E
濟萊爾區（俄语：Зилаирский район），是俄羅斯的一個區，位於該國西南部，由巴什科爾托斯坦共和國負責管轄，始建於1930年，面積5,774平方公里，2010年人口16,590，人口密度每平方公里2.87人。